# تتراهیدروکسی-۱٬۴-بنزوکینون‌بیس‌اوگزالات
تتراهیدروکسی-۱،۴-بنزوکینون‌بیس‌اوگزالات (به انگلیسی: Tetrahydroxy-1,4-benzoquinone bisoxalate) با فرمول شیمیایی C۱۰O۱۰ یک ترکیب شیمیایی است.